# スルタン・アブドゥ・ハリム空港
スルタン・アブドゥ・ハリム空港（スルタン・アブドゥ・ハリムくうこう、マレー語 : Lapangan Terbang Sultan Abdul Halim）は、マレーシア、ケダ州アロースターにある空港。

## 施設
滑走路は04/22方向に2,745m (9,005 ft) の長さの物が1本あり、空港ターミナルビルにはボーディング・ブリッジが2つある。

## 就航航空会社と就航都市

### 国内線
| 航空会社       | 就航地                                             |
| -------------- | -------------------------------------------------- |
| マレーシア航空 | クアラルンプール国際空港（クアラルンプール）       |
| エアアジア     | クアラルンプール国際空港（クアラルンプール）       |
| マリンド・エア | スルタン・アブドゥル・アジズ・シャー空港（スバン） |
| ファイアフライ | スルタン・アブドゥル・アジズ・シャー空港（スバン） |